# Go a Taiwan
Il Go a Taiwan è organizzato da diverse associazioni e fondazioni che hanno come missione quella di promuoverlo sul territorio nazionale, sia a livello amatoriale sia a quello professionale.
L'associazione più antica è la Zhongguo Weiqi Hui (中國圍棋會T, Zhōngguó wéiqí huìP, lett. "Associazione cinese del Go"), che fu fondata nel 1952 e ha creato il proprio sistema professionistico nel 1979. Il suo sistema di gradi ha la particolarità di adottare il «pǐn» (品), che a differenza del tradizionale «dan» può anche scendere di livello a seguito di cattive prestazioni del giocatore.
La Fondazione Ing (應昌期圍棋教育基金會T, Yīng chāng qī wéiqí jiàoyù jījīn huìP, lett. "Fondazione per l'Educazione al Go di Ing Chang-Ki") fu fondata nel 1983 dal magnate taiwanese Ing Chang-Ki per promuovere la diffusione del Go a Taiwan e all'estero, e si occupa di organizzare la principale manifestazione goistica internazionale, la Coppa Ing.
La Haifong Qiyuan (海峰棋院T, Hǎifēng qíyuànP, lett. "Accademia goistica di Haifong") fu fondata nel 1988 con lo scopo di promuovere il Go con l'organizzazione di tornei per dilettanti, ma a partire dal 2008 ha incluso tra le sue attività anche l'organizzazione di manifestazioni e tornei professionistici. Prende il nome da Lin Haifeng, professionista taiwanese attivo in Giappone col nome di Rin Kaiho, che ha collaborato alla fondazione dell'associazione e ne è Presidente onorario. Organizza lo Zuiqiang femminile, il Qiwang e la Coppa Haifong, e collabora all'organizzazione del Mingren.
Nel 2000 è stata fondata l'Accademia taiwanese di Go (台灣棋院文化基金會T, Táiwān Qíyuàn Wénhuà JījīnhuìP, lett. "Fondazione culturale dell'Accademia taiwanese di Go"). L'associazione gestisce gli esami di qualificazione professionale per i giocatori di Taiwan, determina le promozioni dei goisti, seleziona i rappresentanti di Taiwan alle competizioni internazionali, e organizza alcuni tornei, tra cui i principali sono il Tianyuan, la Coppa UMC, il Campionato nazionale e lo Zhonghuan Qisheng (i suoi membri sono tuttavia autorizzati a partecipare anche a tornei organizzati da altre organizzazioni). Negli ultimi anni ha come obiettivo anche la promozione di competizioni amatoriali di alto livello, collegando i due ambiti dell'attività amatoriale e professionale.
L'Associazione professionale cinese di Go (中華職業圍棋協會T, Zhōnghuá zhíyè wéiqí xiéhuP), anche nota col nome inglese di «China Professional Go Association» (CPGA), è una delle fondazioni e associazioni taiwanesi per la promozione del Go, che si occupa specificatamente del gioco professionistico. Fondata nel 2008, nel 2020 aveva 120 professionisti affiliati. L'associazione si occupa, tra le altre cose, di organizzare alcuni tornei nazionali professionistici, come lo Shiduan, il Kuaiqi, lo Xinren Wang e lo Zuiqiang femminile.
L'Associazione goistica della Repubblica di Cina (中華民國圍棋協會T, Zhōnghuá mínguó wéiqí xiéhuìP) è un'associazione taiwanese che promuove il Go a livello amatoriale.